# Радио 538
Радио 538 е комерсиална радиостанция в Нидерландия.
Музикатаq излъчвана по радиото, е в стил „Top 40“ и dance, насочена към младите хора. От април 2004 г. е най-популярната радиостанция в ij,dkjd.

## История
Радио 538 започва излъчване на 11 декември 1992 г. Наименованието „538“ произлиза от дължината на радиовълната, на която е излъчвала радиостанцията „Вероника“ през 1970-те години.
От 1992 г. до 1995 г. радиото излъчва програмата си чрез кабелна разпределителна мрежа. Дотогава всички искания за ефирно излъчване са пренебрегнати.
След медийна кампания през 1995 г., събрала 320 000 подписа, Радио 538 придобива право за локално УКВ излъчване. През 2003 г. радиото получава лицензия за национално покритие, като му се е предоставена честота 102 мегахерца.
Радио 538 предстои да заплати 57 милиона евро в периода до 2011 г., за да получи право на използване на националната лицензия.